# Центральний парк (Бєльці)
47°45′39″ пн. ш. 27°55′49″ сх. д. / 47.760832200904° пн. ш. 27.930237363711° сх. д.
Центральний парк (рум. Parcul central) — парк у центральній історичній частині міста Бєльці між вулицями Індепенденцей, 26 Березня та М. Вітязула. Займає площу 86 157 м² із зовнішнім периметром 1283,38 м.
За радянських часів називаний умовно парком Котовського і пізніше Центральним Парком, визнаний (без згадки назви радянського часу) як Центральний парк пам'яткою архітектури і включений під номером 39 у розділі Бєльці до переліку пам'яток Молдови, що охороняються державою. На його території не передбачається будівництво будь-яких об'єктів, відповідно до генерального плану та доданого регламенту Бєльців 2005 року.
У зеленій зоні Центрального Парку Бєльців, відповідно до Генплану Бельців 2005 року, позначено:
1) номер 57: «Церква» (для земельної ділянки під церкву змінено призначення землі в цьому місці в генплані: всередині із зони Центрального парку частину території виведено із зеленої зони (3075,10 м² з периметром 228,33 м) в зону змішаної діяльності к омерційна діяльність, менеджерські, технічні, професійні, колективні та особисті послуги, розвагаи невелике виробництво .вНиніна цьому місці розташовуанокатолицький Ккстел Святих Архангелів освячений 29 вересня 2010.
2) номер 111: «ресторан»
3) номер 130: «Меморіал»